# Stora Fagersjön
Stora Fagersjön är en sjö i Vimmerby kommun i Småland och ingår i Motala ströms huvudavrinningsområde. Sjön är 6,1 meter djup, har en yta på 0,163 kvadratkilometer och befinner sig 134,1 meter över havet. Vid provfiske har abborre, gädda och mört fångats i sjön.

## Delavrinningsområde
Stora Fagersjön ingår i det delavrinningsområde (639990-148700) som SMHI kallar för Mynnar i Stångån. Medelhöjden är 184 meter över havet och ytan är 32,89 kvadratkilometer. Det finns inga avrinningsområden uppströms utan avrinningsområdet är högsta punkten. Grytgölsbäcken som avvattnar avrinningsområdet har biflödesordning 3, vilket innebär att vattnet flödar genom totalt 3 vattendrag innan det når havet efter 239 kilometer. Avrinningsområdet består mestadels av skog (84 %). Avrinningsområdet har 1,05 kvadratkilometer vattenytor vilket ger det en sjöprocent på 3,2 %.